# Jean-Louis-François Fauconnet
Pour les articles homonymes, voir Fauconnet.
Jean-Louis-François Fauconnet, né le 24 décembre 1750 à Revigny-sur-Ornain (Meuse) et mort le 22 octobre 1819 à Lille (Nord), est un général français de la Révolution et de l’Empire.

## Biographie
Il prend du service dans la compagnie des gendarmes d'Artois le 29 mars 1766, a le rang de sous-lieutenant de cavalerie le 18 juin 1770, est incorporé dans les gendarmes de Monsieur le 1er avril 1776, a le rang de lieutenant de cavalerie le 29 mars 1781, et réformé avec le corps le 1er avril 1788. Il est mis à la suite des carabiniers le 15 du même mois, devient lieutenant surnuméraire au 2e régiment de cette arme le 19 avril 1789, lieutenant le 1er avril 1791, capitaine le 15 mai 1792, et chef de brigade du 6e régiment de dragons le 13 prairial an II.
Il sert de 1792 à l'an II aux armées de Belgique, de la Moselle, de Rhin-et-Moselle et du Nord. En l'an III, il passe de l'armée du Rhin à celle de Sambre-et-Meuse, et en l'an VI, à l'armée du Rhin sous Pichegru, Jourdan et Moreau. 
Lors du premier passage du Rhin, faisant partie de la division Beaupuy, il marche sur Welstadt, mais surpris et vigoureusement chargé par les cuirassiers d'Anspach, il veut, au milieu de la mêlée, secourir le général Beaupuy, déjà blessé de quelques coups de sabre, le ramène en effet et reçoit plusieurs blessures qui le mettent hors de combat. 
« Si le beau dévouement est louable quand on est victorieux, quels éloges ne mérite-t-il pas dans une circonstance difficile où celui qui s'immole sait bien qu'on parlera peu de lui ! » Spectateur militaire, tome V, p. 200.
II reprend deux jours après, malgré l'état de ses blessures, le commandement de son régiment et combat le 10 du même mois, à la bataille de Renchen, où, par une charge impétueuse faite de front, il porte le désordre dans les rangs des Autrichiens, et les force d'abandonner un grand nombre de morts sur le champ de bataille. À la demande du général Baupuy et sur le rapport du général Moreau, Fauconnet est nommé le 10 juillet 1796 général de brigade. Il fait encore la campagne de l'année suivante.
Le Directoire décide par arrêté du 23 fructidor an V, que cet officier général cesserait d'être employé. La décision du Directoire repose sur les relations que le général Fauconnet est accusé d'avoir entretenues avec des émigrés. Il explique dans un mémoire justificatif du mois de nivôse an VI que ces prétendues relations se bornent à la rencontre qu'il a faite à une table d'hôte à Neustadt, d'un envoyé du prince de Hohenlohe à l'ambassadeur de Prusse à Paris, au retour de sa mission. Le Directoire maintient sa décision quant à l'activité, mais il lui rend une demi-justice en l'admettant le 13 ventôse an VI, au traitement de réforme de son grade.
Lors du Consulat, il demande à rentrer dans l'armée, s'appuyant sur les bons témoignages de plusieurs généraux, et des certificats souscrits par des corps entiers qui attestent la franchise et la loyauté de son caractère et la solidité de ses principes républicains ; Desaix et Moreau joignent leurs démarches aux siennes, et il est appelé à l'activité le 7 germinal an VIII. Dans une de ses lettres au ministre, Desaix dit que le général Fauconnet «avait acquis des connaissances parfaites dans l'arme de la cavalerie. » En non-activité de nouveau le 1er vendémiaire an X, le premier Consul l'emploie le 7 frimaire suivant, dans la 7e division militaire.
En l'an XII, le 10 frimaire, il est nommé membre de la Légion d'honneur, et commandeur le 25 prairial suivant ; il est alors à la tête de la réserve de cavalerie rassemblée à Saint-Omer. Il fait la campagne de l'an XIV à la grande armée, 2e division de grosse cavalerie, et est élevé au grade de général de division le 7 janvier 1807, pour être employé dans le service des places. Inspecteur de cavalerie dans la 25e division militaire, le 11 novembre suivant, il reçoit le commandement d'armes d'Anvers le 29 janvier 1808, est créé baron de l'Empire le 2 juillet 1808, reste à Anvers jusqu'à la fin du blocus, revient en France, et est mis en demi-solde le 1er juin 1814.
Envoyé à Lille le 31 décembre 1814 comme commandant d'armes de la place, il organise pendant les Cent-Jours les gardes nationales actives de Dunkerque. Admis à la retraite le 1er août 1819, il meurt à Lille le 22 octobre 1819.

## État de service
- 1er juin 1794 : Chef de brigade du 6e régiment de dragons
- 10 juillet 1796 : Général de brigade
- 7 janvier 1807 : Général de division

## Décorations, titres, honneurs…
- 14 juin 1804 : Commandeur de la Légion d'honneur
- 2 juillet 1808 : Baron de l'Empire

## Armoiries
| Figure | Blasonnement |
|        | Armes du baron Jean Louis François Fauconnet et de l'Empire De gueules, à un faucon d'or, perché sur une branche du même, accompagné en chef de deux étoiles aussi d'or ; au canton des Barons militaires de l'Empire brochant. - Livrées : Rouge, blanc et jaune. |